# 先天性胆道拡張症
先天性胆道拡張症（せんてんせいたんどうかくちょうしょう、英: congenital biliary dilatation, CBD）は、生まれつき胆道が広がった病気。

## 概念
先天的に胆道が拡張する疾患である。

## 疫学
女児に多い。東洋人に多い。

## 症状
3大主症状は、腹痛、黄疸、腹部腫瘤。また時々大便が白くなる。時々大便が白くなることを間欠的灰白色便と言う。合併症は総胆管に穴があき、漏れ出た胆汁が腹膜炎を起こす。これを穿孔性胆汁性腹膜炎と言う。また胆道が詰まって黄疸になる。胆道が詰まって黄疸になることを閉塞性黄疸と言う。閉塞性黄疸がさらに進行すると肝硬変になる。閉塞性黄疸が進行して肝硬変になることを胆汁性肝硬変と言う。

## 検査
- 血液検査

血清アミラーゼが高い。
- 内視鏡的逆行性胆管膵管造影検査

内視鏡的逆行性胆管膵管造影検査(ERCP)は、内視鏡を十二指腸へ入れてそこからカテーテルを通じて、総胆管へ造影剤を注入してX線透視する臨床検査。これでは異常に拡張した総胆管が認められる。
- 超音波検査

超音波検査(腹部エコーとも呼ばれる)により拡張した総胆管や肝内胆管が認められることがある。
- 核磁気共鳴検査

核磁気共鳴画像法(magnet resonance imaging; MRI)では、単純な断層写真だけではなく、現在はMRCP(magnet resonance choledocho-pancreatography)と呼ばれる膵管・胆管を描出する検査が用いられる。

## 治療

### 治療原則
先天性胆道拡張症は、膵胆管合流異常によって起こる肝外/内胆管・肝・膵に及ぶ疾患であるので、保存的治療では根治せず、外科治療を要する。もし根治術が15歳以降に遅れれば、胆道癌が10%に発生する だけでなく胆嚢癌も高率に起こすため、これを予め防止することも治療の目的の一つである。そのためには癌の発生母地を切除すること、発癌物質を生むと思われる胆汁・膵液の混合をなくすことが重要である。1970年代初期の症例で、拡張部胆管と消化管を内瘻化した患者のほぼ全例に、胆管炎・肝内胆管結石・悪性腫瘍などの合併症を認める 。このことから治療では、癌の発生母地となる拡張部を含む総胆管・胆嚢はすべて切除すべきであると考えられる。

### 術式
現在の標準術式は、拡張部胆管を切除し、肝門部で肝管-空腸吻合を行い、空腸をRoux-enY吻合することである。
肝内胆管が拡張している場合は、術中胆道造影で拡張部の下流に胆管の狭窄があるかないかを確認することが大切である。狭窄部がない場合は肝門部での肝管-空腸吻合術で十分で、時間経過とともに拡張部は縮小する。しかし狭窄部がある場合は、これを残存すれば術後に胆汁の鬱滞から胆管炎・肝内結石を合併するので、狭窄部まで胆管を切除するか、狭窄部を拡張する必要がある。いずれも不可能なら、肝切除を考慮する。

### 治療効果の判定
手術の効果は、術後の全身状態の軽快（腹痛・嘔吐の消失）・血清総ビリルビン値低下・胆道系酵素低下・胆管炎消失から判断する。

### 手術の合併症
手術の合併症は、肝管空腸吻合部狭窄による胆管炎の再燃である。肝門部にはしばしば拡張部の下流に狭窄部があり、これを術中に見逃すと吻合部に狭窄を残すことになるので注意が必要である。胆管炎の再燃は、黄疸・発熱・肝内胆管の拡張によって診断し、再手術によって狭窄部を切除・肝管空腸再吻合を行う。
膵内胆管切除時に膵管を損傷すると、膵管狭窄・閉塞を合併する。膵酵素の上昇・膵管拡張・発熱・腹痛で診断し、再手術で膵管狭窄・閉塞部を形成し、膵十二指腸吻合が必要になる。
しかし膵管損傷を避けるために膵内胆管を長く残せば、残存胆管に胆管炎を合併してしまう。その際は、再手術で残存胆管を切除する。

## 予後
標準術式を行った場合の予後は良好であるが、悪性腫瘍の合併に留意しつつ経過を観察することが大切である。